# Psychotria rhonhofiae
Psychotria rhonhofiae là một loài thực vật có hoa trong họ Thiến thảo. Loài này được K.Krause miêu tả khoa học đầu tiên năm 1941.